# 豊後大野市民病院
豊後大野市民病院（ぶんごおおのしみんびょういん）は、大分県豊後大野市緒方町馬場にある市立病院。

## 概要
医師不足対策や経営環境の改善のために、2010年10月1日に公立おがた総合病院と大分県立三重病院とを統合して設けられた。豊後大野市病院事業の設置等に関する条例（平成17年3月31日条例第240号）により設置された市立の病院である。
統合にあたっては、2008年1月に大分県から豊後大野市に対して、大分県立三重病院と豊後大野市立の公立おがた総合病院との統合が申し入れられたが、これに対して豊後大野市は強く反発。両者の間で検討が行われた結果、2008年7月15日に、一方を核として機能を集中させつつ、他方も診療所として存続させる方針が合意され、この方針に基づき、豊後大野市を経営主体として統合を行い、公立おがた総合病院を核となる病院として増築するとともに、大分県立三重病院は無床の診療所として存続することとなった。
2009年11月15日には公立おがた総合病院の敷地内に新病棟（2階建て、延べ2,542m2）の建設が開始された。また、2010年1月7日には、統合後の核となる病院の名称を「豊後大野市民病院」、県立三重病院跡地に設けられる診療所の名称を「豊後大野市民病院三重診療所」とすることが発表された。
そして、大分県立三重病院は2010年9月30日に閉院。同10月1日に両病院を統合して豊後大野市民病院が誕生し、大分県立三重病院は無床の診療所である豊後大野市民病院三重診療所となった。一方、統合前の公立おがた総合病院では148床（感染症病床：4床、一般病床：104床、療養病床：40床）であった病床数は、豊後大野市民病院では新病棟の増築により199床（感染症病床：4床、一般病床：156床、療養病床：39床）に増床された。地方公営企業法は条例により全部適用となっている。

## 沿革

### 公立おがた総合病院
- 1939年（昭和14年）12月 - 緒方村産業組合診療所として発足。
- 1944年（昭和19年）5月 - 緒方村農業会病院となる。
- 1948年（昭和23年）4月 - 緒方村農業協同組合病院となる。
- 1954年（昭和29年）4月 - 緒方町国民健康保険直営病院となる。
- 1975年（昭和50年）4月 - 町営に移管し、緒方町国民健康保険病院（通称：大野郡立緒方病院）となる。
- 1984年（昭和59年）7月 - 緒方町国保総合病院となる。
- 2004年（平成16年）4月 - 現在地に新築移転するとともに、名称を公立おがた総合病院に変更する。
- 2005年（平成17年）3月31日 - 豊後大野市の発足にともない、豊後大野市営となる。

### 大分県立三重病院
大分県立三重病院#沿革参照。

### 豊後大野市民病院
- 2010年（平成22年）10月1日 - 公立おがた総合病院と大分県立三重病院とを統合し、豊後大野市民病院が開設される。大分県立三重病院は、豊後大野市民病院三重診療所となる。
- 2012年（平成24年）4月1日 - 豊後大野市民病院三重診療所が閉院。[8]

## 診療科
- 総合内科
- 呼吸器内科
- 循環器内科
- 消化器内科
- 腫瘍内科（化学療法）
- 内分泌・代謝内科
- 腎臓内科
- 神経内科
- 外科
- 消化器外科
- 整形外科
- 脳神経外科
- 麻酔科
- 小児科
- 皮膚科
- 婦人科
- 眼科
- 耳鼻咽喉科
- リハビリテーション科
- 放射線科
- 泌尿器科（人工透析）

## 医療機関の指定等
- 保険医療機関
- 二次救急指定病院
- へき地医療拠点病院
- 指定自立支援医療機関（更生医療・育成医療）
- 原子爆弾被害者一般疾病医療取扱医療機関
- 第二種感染症指定医療機関
- 労災保険指定医療機関
- 生活保護法指定医療機関
- 船員保険法指定医療機関
- 母子保健法指定養育医療機関
- 災害拠点病院
- 大分DMAT第1次指定病院
- 臨床研修指定病院
- 小児慢性特定疾患治療研究事業委託医療機関

## 旧・豊後大野市民病院三重診療所

### 所在地など
- 郵便番号：879-7101
- 住所：大分県豊後大野市三重町宮野3964番地1

### 診療科
- 内科
- 小児科
- 整形外科[9]